# 第10軍団 (北軍)
南北戦争中の北軍第10軍団（X Corps）は、当初南部軍管区に所属してサウスカロライナ州での作戦に従事し、その後ベンジャミン・フランクリン・バトラーのジェームズ軍の所属となってバミューダ・ハンドレッド方面作戦、リッチモンド・ピータースバーグ方面作戦に参加した。

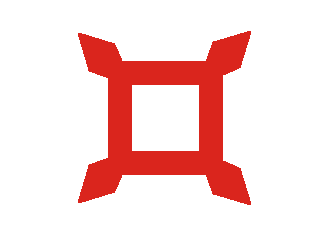
北軍第10軍団第1師団記章

## 歴史
第10軍団が正式に発足したのは1862年9月13日であり、サウスカロライナとジョージア東部で活動していた部隊から構成された（フロリダにあった部隊も書類上は指揮下にあったが、実際には組み入れることはできなかった）。初代軍団長はOrmsby M. Mitchelであったが、1862年10月30日に黄熱のため死去した。その後、ジョン・ブランナン（John Milton Brannan）、デイビッド・ハンター、クインシー・ギルモア（Quincy Adams Gillmore）、デイビッド・バーニー（David B. Birney）、アルフレッド・テリーが軍団長に就任している。
軍団は1862年から1863年にかけて、ジェームズ島及びモリス島に対する攻撃や第二次ワグナー砦の戦い等、主にチャールストンに対する作戦に従事した。一方、フロリダにあった部隊は、フロリダ最大の戦闘となったオラスティーの戦い（Battle of Olustee）に参戦している。
1864年初頭、ギルモアを軍団長とする第10軍団は、ジェームズ軍の所属となった。第10軍団は、バミューダ・ハンドレッド方面作戦（1864年5月6日-20日）に参加し、5月12日–5月16日のプロクターズ・クリークの戦いでは手痛い敗北を喫している。コールドハーバーの戦い（5月31日-6月12日）では主力となったポトマック軍を支援し、第二次ピーターズバーグの戦い（6月15日-18日）は主力となって戦った。
1864年12月に第10軍団は解散し、その白人部隊は新設の第24軍団の所属となり、黒人部隊は第25軍団の所属となった。これら旧第10軍団の部隊は、第二次フィッシャー砦の戦い（1865年1月13日-15日）に参加した。1865年3月、第10軍団は再編成され、ジョン・マカリスター・スコフィールドのノースカロライナ軍管区の所属となり、ベントンビルの戦いの簿はウィリアム・シャーマンの軍の一部となった。ベントンビルで南軍のジョセフ・ジョンストンが降伏した後は、1865年8月までサウスカロライナとジョージアで基地任務についた。

## 参考資料
- X Corps history